# بوکسورها (فیلم)
بوکسورها (به هندی: Mukkabaaz) فیلمی است محصول سال ۲۰۱۷ و به کارگردانی آنورانگ کاشیاپ است. در این فیلم بازیگرانی همچون وینیت کومار، زویا حسین، جیمی شرگیل، راوی کیشان و نوازالدین صدیقی ایفای نقش کرده‌اند.